# اشلي أوستن موريس
اشلي أوستن موريس (بالإنجليزية: Ashley Austin Morris)‏ هي ممثلة وكاتبة مسرحية أمريكية بدأت مسيرتها الفنية عام 2004.

## روابط خارجية
- اشلي أوستن موريس على موقع IMDb (الإنجليزية)
- اشلي أوستن موريس على موقع ميوزك برينز (الإنجليزية)
- اشلي أوستن موريس على موقع قاعدة بيانات الفيلم (الإنجليزية)